# 시먼딩 (영화)
시먼딩(西門町, Westgate Tango)은 대만에서 제작된 왕위 감독의 2012년 드라마, 멜로/로맨스 영화이다. 곽품초 등이 주연으로 출연하였다.

## 출연

### 주연
- 곽품초
- 안신야
- 이걸우

### 조연
- 데니 차오
- 황추생